# Licaria alata
Licaria alata är en lagerväxtart som beskrevs av Faustino Miranda. Licaria alata ingår i släktet Licaria och familjen lagerväxter. Inga underarter finns listade i Catalogue of Life.